# Русское православное кафолическое общество взаимопомощи
Ру́сское правосла́вное кафоли́ческое о́бщество взаимопо́мощи (англ. Russian Orthodox Catholic Mutual Aid Society, сокращённо ROCMAS или ROCMA) — федерация братств верующих Алеутской и Аляскинской епархии (с 1907 года, Русской Православной Греко-Кафолической Церкви в Америке), основанная в 1895 году с целью церковного строительства, помощи иммигрантам, благотворительности.

## История создания
10 апреля 1895 года в городе Уилкс-Барре (штат Пенсильвания) по благословению епископа Алеутского и Аляскинского Николая (Зиорова) отец Алексий Товт созвал собрание представителей православных братств с целью упорядочить их разрозненную и не согласованную друг с другом деятельность на территории Северной Америки. Большинство этих братств назывались русскими и происходили из среды русинской иммиграции, представляя в ней наиболее влиятельную силу. На собрании в Уилкс-Барре было основано Русское американское православное общество взаимопомощи, позже переименованное в Русское православное кафолическое общество взаимопомощи. На первом съезде ROCMAS в апреле 1896 года присутствовали представители 18 братств. В последующее время общество охватило около 10 тысяч православных верующих в 224 своих филиалах (братствах). Объединенные братства послужили большим подспорьем в строительстве новых православных храмов и основании новых миссий. Основным печатным органом ROCMAS стала газета «Свет» (русин. Світ).

## Направления деятельности

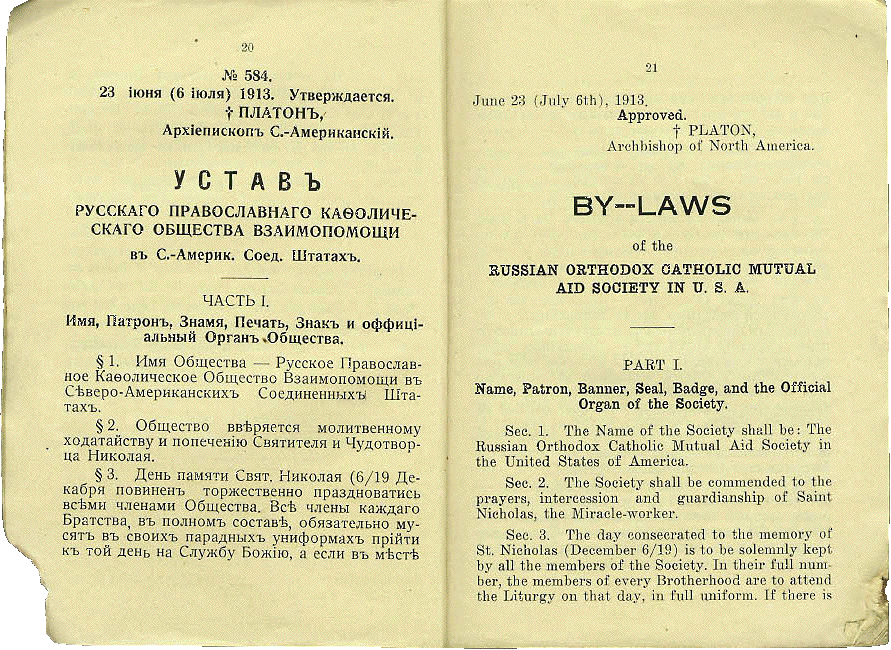
Первая страница устава ROCMAS 1913 года на русском (слева) и английском (справа) языках

Формально общество ROCMAS было зарегистрировано в 1912 году согласно законам штата Пенсильвания. Документ, разрешавший создание корпорации ROCMAS, закреплял за ней функции страхового общества, целью которого провозглашалась помощь его членам, оказавшимся в беде, заболевшим, получившим физические увечья или инвалидность. В случае смерти, общество страхования выплачивало пособие на членов семьи. Преимущества страхования жизни были особенно полезны для вдов, часто остававшихся без кормильца в больших семьях, поскольку в то время не было другого вида финансовой помощи от промышленных предприятий или из правительственных источников. Таким образом, общество ROCMAS явилось для многих из них спасением.
Идея о создании в рамках ROCMAS системы взаимного страхования возникла после катастрофы на угольной шахте Дарр в Пенсильвании 19 декабря 1907 года. Взрыв на шахте Дарр, унёсший жизни 239 шахтёров, вошел в историю как самая крупная из катастроф на шахтах штата Пенсильвания и четвёртая по рейтингу в истории США. Среди погибших рабочих было много иммигрантов из Венгрии, в частности русинов. Около 200 русинов спаслись: в день памяти святителя Николая Чудотворца многие из верующих шахтёров предпочли прийти на богослужение вместо работы.
Согласно уставу 1913 года, утверждённому архиепископом Алеутским и Североамериканским Платоном (Рождественским), общество ROCMAS вверялось «молитвенному ходатайству и попечению Святителя и Чудотворца Николая» (п.2), а постоянным почетным председателем был утвержден архиепископ Алеутский и Североамериканский (п. 119).
Общество издавало наряду с газетой «Свет» просветительские брошюры, а также изображения икон.

## Роль в распространении православия
Хотя формально ROCMAS было обществом взаимопомощи (страховым обществом), его задачи и деятельность были значительно шире. Его члены участвовали в строительстве храмов и открытии новых приходов, помогали не только иммигрантам в США, но также русинам в Австро-Венгрии, македонским славянам, а в период Русско-японской войны 1904—1905 годов — русским воинам в Маньчжурии и военнопленным в японских лагерях.

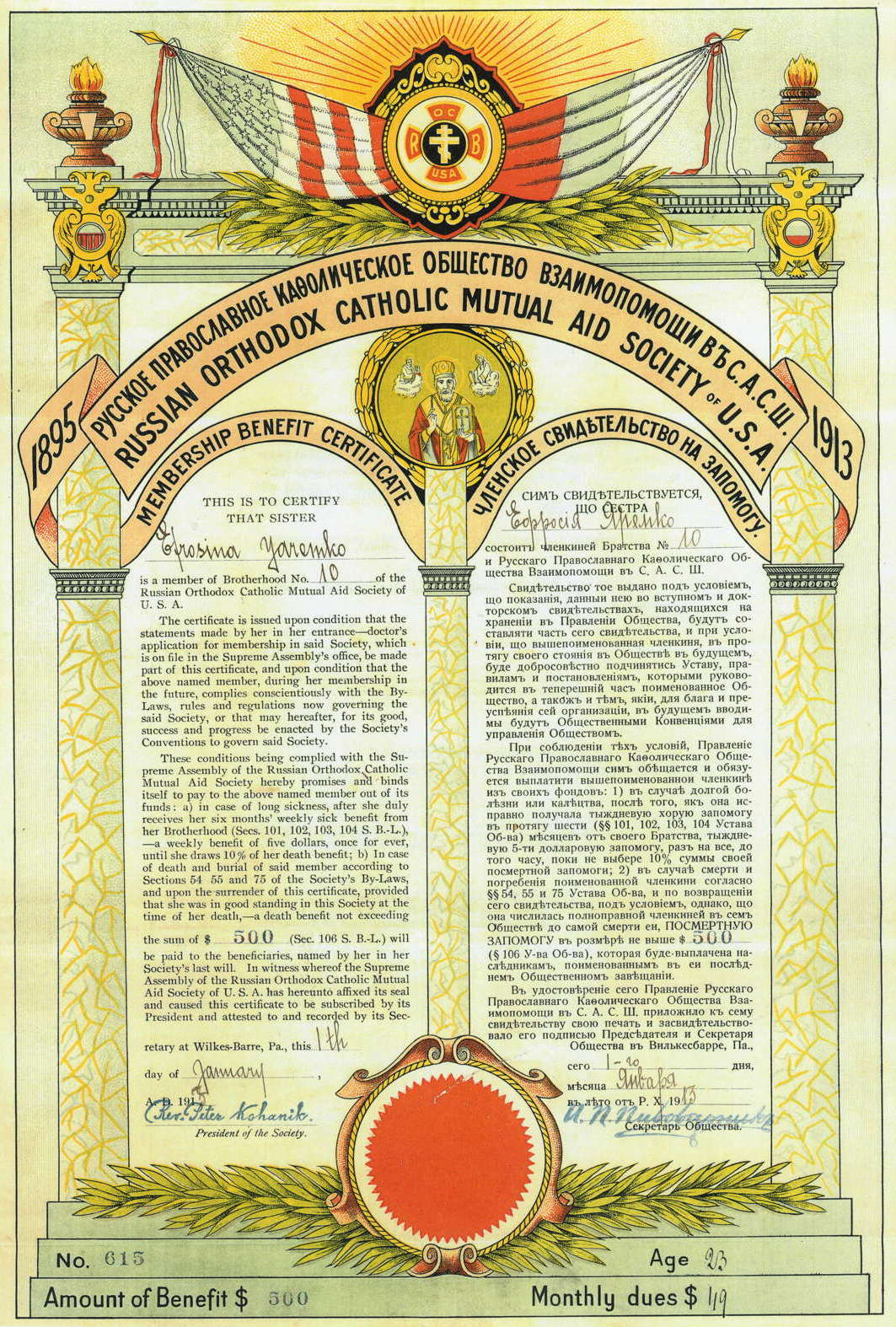
Сертификат ROCMAS 1913 года

С момента организации ROCMAS число приходов русской православной миссии возросло с 18 до 315, из которых 148 помогло организовать ROCMAS.
15 мая 1905 года на шестом съезде ROCMAS была выдвинута идея об устроении в США первого православного монастыря. Святитель Тихон (Беллавин) поручил эту задачу иеромонаху Арсению (Чаговцову), который основал в Саут-Кейнан (Пенсильвания) монастырь в честь святителя Тихона Задонского.
ROCMAS принадлежит ключевая роль в организации и проведении первого Всеамериканского собора 5-7 марта 1907 года в городе Мейфилде. Он проводился параллельно с седьмым съездом общества и положил начало соборному устроению Православной Церкви в Америке. Именно на этом соборе, активными участниками которого стали будущие члены Поместного собора 1917—1918, было принято новое название Алеутской и Североамериканской епархии (до 1900 года Алеутская и Аляскинская): Русская Православная Греко-Кафолическая Церковь в Северной Америке под юрисдикцией священноначалия от Церкви Российской. Общество принимало участие в организации и последующих Всеамериканских соборов.
ROCMAS открывало не только новые братства, но и женские организации. Так, в 1907 году на седьмом съезде было решено вложить $1000 в организацию женского общества с аналогичным названием, которое будет действовать самостоятельно. Женское общество ROCMAS начало свою деятельность 1 июля того же года. 30 июля 1907 года в Айриштауне было открыто русское православное сестричество святой Анны.

## Другие объединения православных братств в Америке
Общество ROCMAS было не единственным объединением братств среди православных верующих в США. Соперничавшим с ним за влияние и создававшим параллельную сеть филиалов было образованное в 1900 году «Общество русских братств» (англ. Russian Brotherhood Organization, RBO). В 1915 году образовалось также «Объединённое русское православное братство в Америке» (англ. United Russian Orthodox Brotherhood in America, UROBA).

## Председатели правления
- 1895—1899 — праведный Алексий Товт
- 1899—1900 — священномученик Иоанн Кочуров[15]
- священномученик Александр Хотовицкий (казначей, первый секретарь, председатель)
- протопресвитер Петр Коханик.
- священник Иоанн Недзельницкий